# Schaufelspitze (Karwendel)
Schaufelspitze är en bergstopp i Österrike.   Den ligger i bergsområdet Karwendel i distriktet Schwaz och förbundslandet Tyrolen, i den västra delen av landet, 400 km väster om huvudstaden Wien. Toppen på Schaufelspitze är 2 306 meter över havet, eller 322 meter över den omgivande terrängen. Bredden vid basen är 2,0 km.
Terrängen runt Schaufelspitze är huvudsakligen bergig, men norrut är den kuperad. Närmaste större samhälle är Schwaz, 11,1 km sydost om Schaufelspitze. 
Trakten runt Schaufelspitze består i huvudsak av gräsmarker. Runt Schaufelspitze är det ganska glesbefolkat, med 42 invånare per kvadratkilometer.